# Yorkshire-Schweine
Yorkshire-Schweine bilden eine weit verzweigte Gruppe weißer Hausschweine, die alle vom Yorkshire-Schwein der gleichnamigen nordenglischen Grafschaft abstammen. Yorkshire-Schweine gehören zu den beliebtesten und einflussreichsten Schweinerassen der Welt. Es gibt sie in zahlreichen Varianten und Typen. Ihre Gene finden sich auch in vielen europäischen Landrassen, wie der Deutschen Landrasse.
Vorfahren waren nordenglische weiße Landrassen mit langem Kopf, langem Rücken und Hängeohren.

## Large White

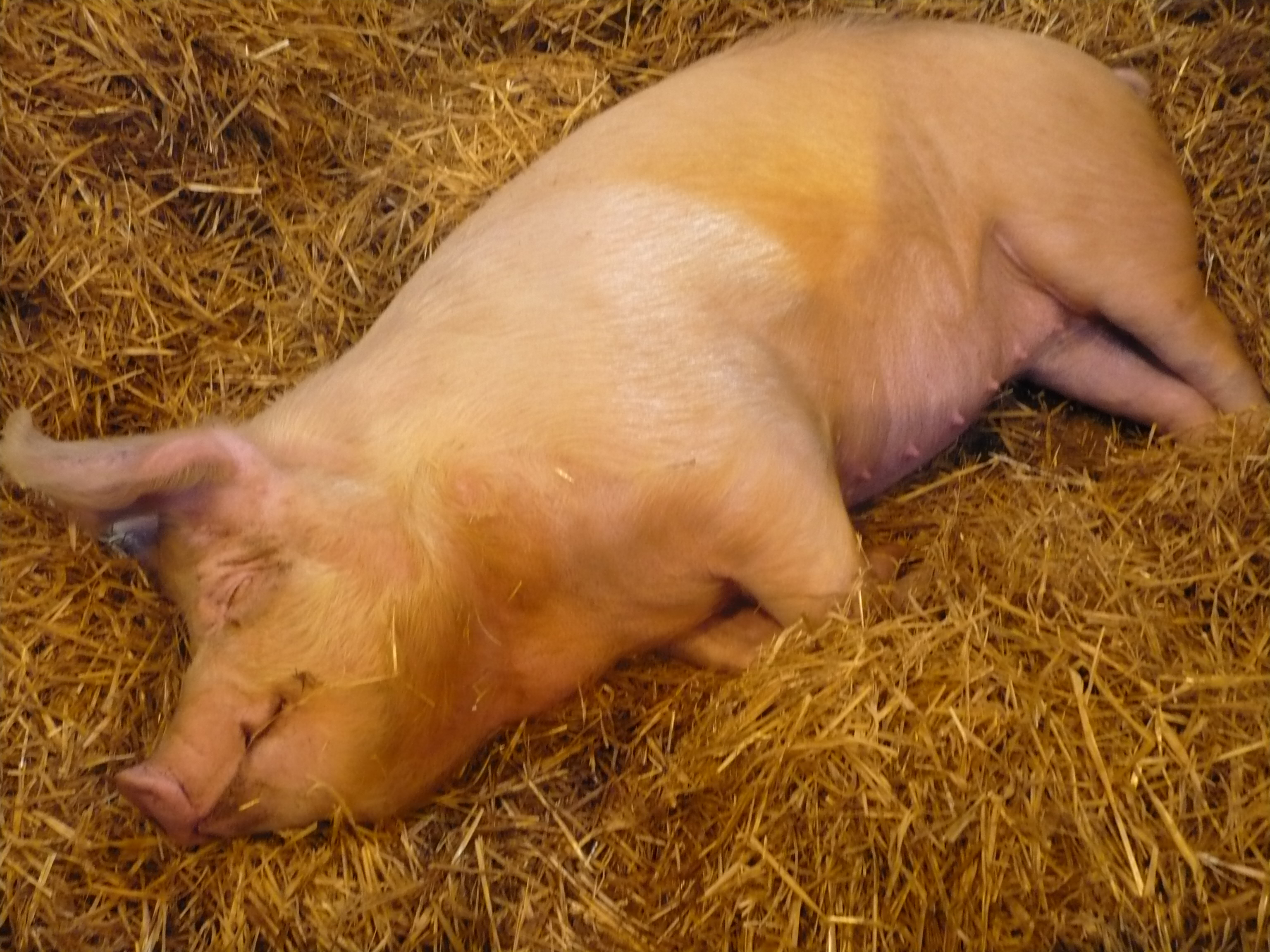
Large-White-Sau

Das „Large White“, „Edelschwein“ oder „Yorkshire“ ist ein großrahmisches weißes Schwein mit Stehohren. Die Rasse gilt als die weltweit meistverbreitete Schweinerasse. Sie wird seit Ende des 19. Jahrhunderts in Japan und vielen europäischen Ländern gehalten und dort mit einheimischen Rassen gepaart. In Deutschland bildete sie die Grundlage für das Edelschwein.
Das Large White entstand Mitte des 19. Jahrhunderts aus bodenständigen englischen Schlägen (Leicester, Coleshill, Suffolk, Middlesex), in die auch frühreife Rassen aus Portugal und Neapel sowie chinesische Rassen eingekreuzt wurden. Die typischsten Schweine wurden in der Grafschaft Yorkshire gehalten, weshalb sie im Ausland auch „Yorkshire“ genannt wurden.

## Small White

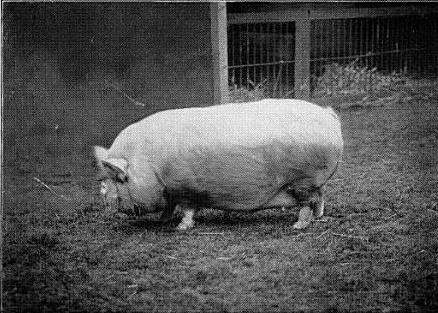
Small-White-Sau (1897)

Das „Small White“ oder „Kleine Yorkshire“ war eine britische Schweinerasse, die im 19. Jahrhundert verbreitet war. Sie entstammte der Kreuzung des traditionellen alten Yorkshire Schweines mit importierten chinesischen Schweinen. Als „Liebhaberschwein“ war es ein beliebtes Statussymbol von Aristokraten und Hobbyhaltern, die sich ihre Haltung leisten konnten, und diente ursprünglich nicht als Mastschwein.
Das Kleine Yorkshire wurde mit anderen Rassen, wie dem Cumberland (†) und dem Large White, gekreuzt. Aus der Kreuzung mit dem Large White ging das Middle White hervor, dessen Beliebtheit 1912 zum Aussterben des Small White führte.

## Middle White

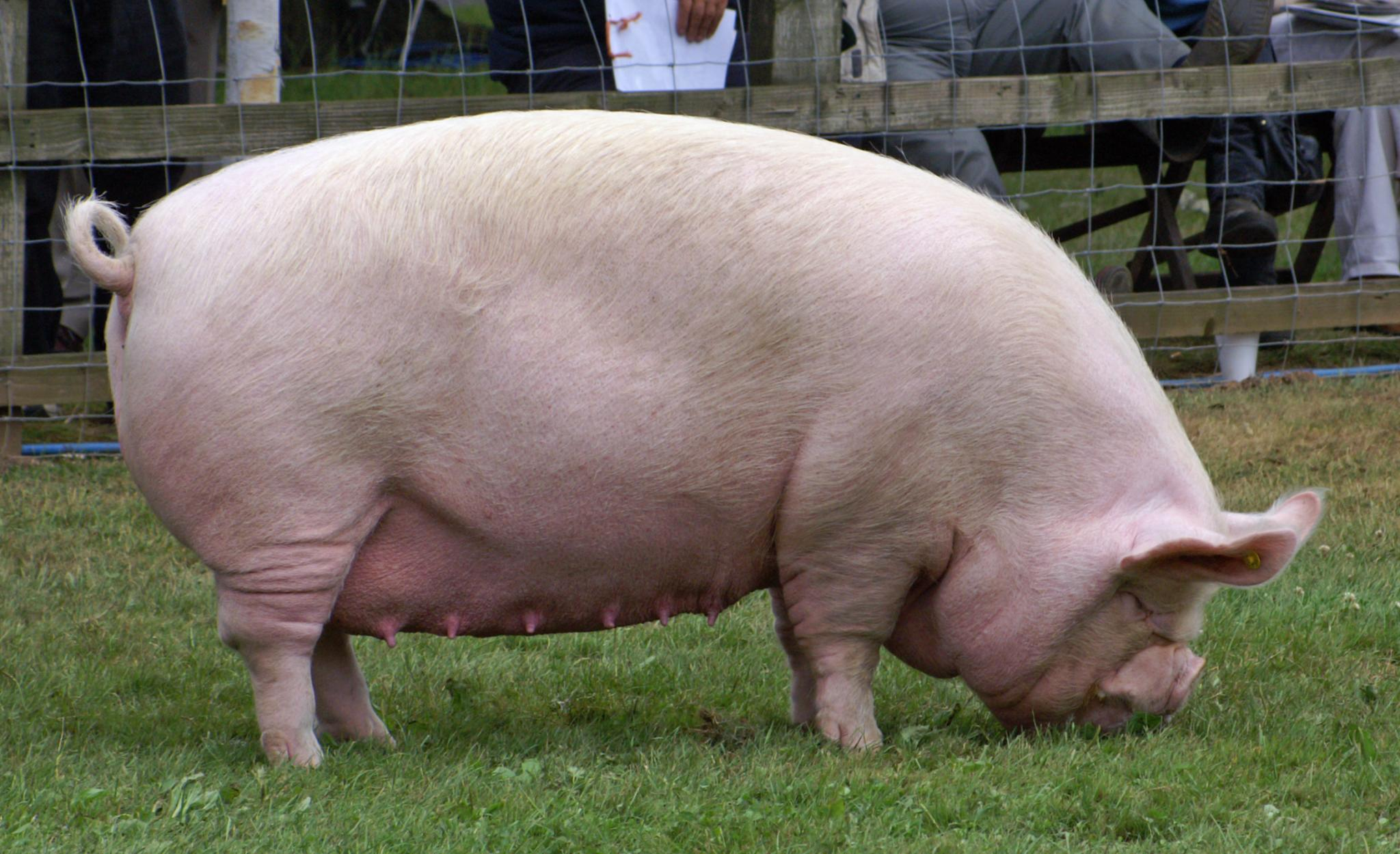
Middle-White-Sau

Das „Middle White“ oder „Mittelgroße Yorkshire“ entstammt der Kreuzung des „Large White“ mit dem heute ausgestorbenen „Kleinen Yorkshire“.
Das robuste, ruhige, mittelgroße Schwein war auch im Ausland beliebt und in den 1920er und 1930er Jahren zeitweise populärer als das „Large White“. Zu dieser Zeit war es auch als „London Porker“ bekannt. Nach dem Zweiten Weltkrieg waren jedoch große Schweine gefragt und ihr Bestand, der 1955 auf 470 Schweine (= 0,01 % des britischen Schweinebestandes) geschätzt wurde, ging zurück. 1976 gab es nur noch 3 Eber und 34 Zuchtsauen. Die Bestände haben sich wieder ein wenig erholt. Dennoch zählt das Middle White zu den am stärksten bedrohten Rassen Großbritanniens, deren Erhaltung Ziel des Rare Breeds Survival Trustes ist.

## Amerikanisches Yorkshire
Das „Amerikanische Yorkshire“ entstammt der Kreuzung eines um 1870 an den Ontariosee exportierten Yorkshire-Ebers mit ebenfalls aus England stammenden Cheshire-Sauen. Zuchtziel war ein großes stämmiges Schwein mit großen Schinken und Schultern. Das US-Yorkshire hat kleine Stehohren, viel mageres Fleisch und wird in den USA vor allem als „Baconschwein“ genutzt. Es ist heute weltweit verbreitet.

## Nachweise
1. 1 2 3 4 5 6  Jens Mecklenburg: Das andere Schweinebuch. Von Wild- und Hausschweinen, Glücksbringern und armen Sauen (= Landleben). Cadmos Verlag, Schwarzenbek 2011, ISBN 978-3-8404-3003-9, Yorkshire, S. 96–97.
2. ↑  Hans Hinrich Sambraus: Farbatlas Nutztierrassen. 263 Rassen in Wort und Bild. 7. erweiterte Auflage. Eugen Ulmer, Stuttgart 2011, ISBN 978-3-8001-7613-7, Landrasse, S. 313.
3. 1 2 3 4  Hans Hinrich Sambraus: Farbatlas Nutztierrassen. 263 Rassen in Wort und Bild. 7. erweiterte Auflage. Eugen Ulmer, Stuttgart 2011, ISBN 978-3-8001-7613-7, Middle White, Mittelgroßes Yorkshire, S. 319.
4. 1 2  Hans Hinrich Sambraus: Farbatlas Nutztierrassen. 263 Rassen in Wort und Bild. 7. erweiterte Auflage. Eugen Ulmer, Stuttgart 2011, ISBN 978-3-8001-7613-7, Large White, S. 316.
5. 1 2  The Middle White (Memento des Originals vom 23. April 2009 im Internet Archive)  Info: Der Archivlink wurde automatisch eingesetzt und noch nicht geprüft. Bitte prüfe Original- und Archivlink gemäß Anleitung und entferne dann diesen Hinweis., British Pig Association, abgerufen am 14. Januar 2016 (englisch).
6. ↑  Middle Whites (Memento des Originals vom 29. Dezember 2010 im Internet Archive)  Info: Der Archivlink wurde automatisch eingesetzt und noch nicht geprüft. Bitte prüfe Original- und Archivlink gemäß Anleitung und entferne dann diesen Hinweis., Eaves & Lewin, abgerufen am 23. Februar 2010 (englisch).

## Weiterführende Informationen
- Breeds of Livestock. Department of Animal Science - Oklahoma State University (englisch), darin:
  - Yorkshire, 4. August 1999.
  - Large White, 24. Mai 1996.
  - Middle White, 22. Februar 2002.